# Zwanzederby

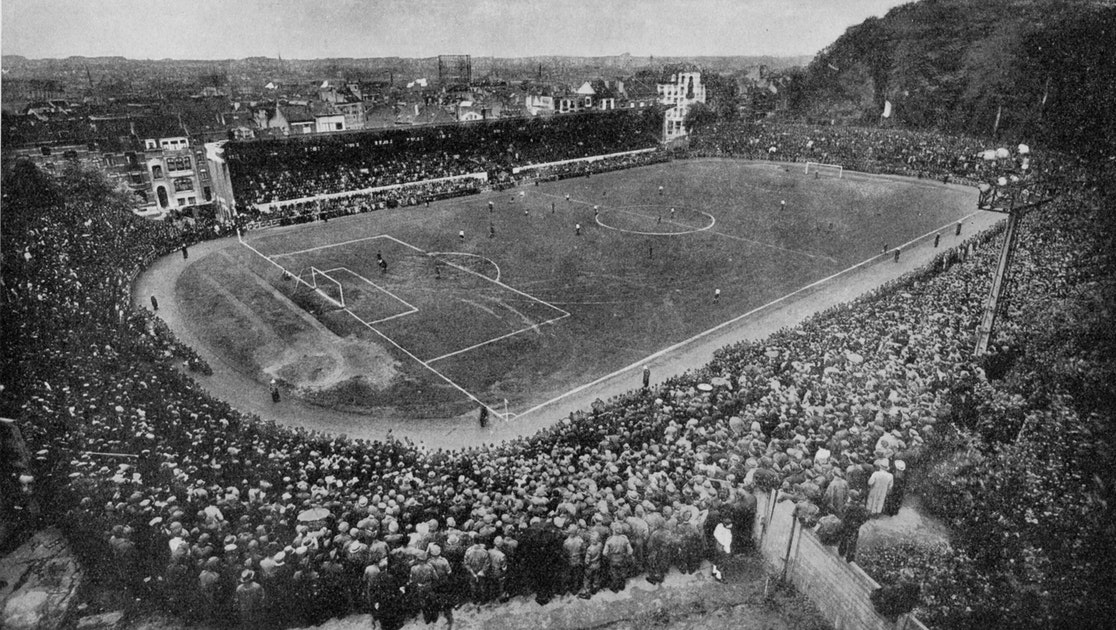
Een match Union-Daring in de jaren 1930

De Zwanzederby (Frans: Derby de la Zwanze) is de benaming voor de stadsderby tussen de Belgische voetbalclubs Union Saint-Gilloise en RWDM, respectievelijk gevestigd in de Brusselse gemeenten Sint-Gillis en Sint-Jans-Molenbeek. Waar de supporters van Anderlecht veelal van buiten de stad komen, zijn Union en RWDM (vroeger Daring) lokale volksclubs met een aanhang van vooral echte Brusseleirs. Hoewel het rivalen zijn op het veld, is er voor en na de wedstrijd tijd om onderling te “zieveren en zwanzen”, de typische Brusselse humor. Sinds 1903 werden zo'n honderd Zwanzederby's gespeeld, al vond de benaming pas ingang in 2016.

## Geschiedenis
De Zwanzederby was niet altijd een wedstrijd tussen Union en RWDM. RWDM bestaat nog maar sinds 1973, na een lange fusiegeschiedenis van enkele voormalige Brusselse topclubs. De oorspronkelijke Zwanzederby werd gespeeld tussen Union Saint-Gilloise en Daring Club de Bruxelles. Union werd opgericht in 1897 en Daring zelfs al in 1895. Union nam een snellere start en speelde in het seizoen 1901/1902, vier jaar na haar oprichting, al in de Ere Afdeling, de hoogste Belgische voetbalklasse. Daring fusioneerde voor de eeuwwisseling met Brussels Football Club, de op een na oudste club van het land. Door die fusie kreeg de Daring Brussels Football Club het stamnummer 2 van de KBVB. In 1903, nog eens drie fusies later, speelde Daring voor het eerst in de Ere Afdeling. In het seizoen 1903/1904 speelden er naast Daring en Union nog vier andere Brusselse ploegen in de Ere Afdeling: Léopold Club de Bruxelles, Racing Club de Bruxelles, Athletic & Running Club de Bruxelles en Olympia Club de Bruxelles. Ondanks de vele Brusselse ploegen werd al snel duidelijk dat de rivaliteit tussen Union en Daring de grootste zou zijn. De allereerste derby's tussen Daring en Union vonden pas plaats in het seizoen 1904/1905 omdat er voorheen nog met twee poules werd gewerkt. De twee eerste derby's werden makkelijk gewonnen door Union met 5-0 en 1-3.
In de eerste jaren na de eeuwwisseling was Union afgetekend de beste ploeg. Tussen 1903 en 1910 werd Union zes keer landskampioen. Enkel Racing Club de Bruxelles, dat vooral in de periode voor Union en Daring de beste club was, kon in 1908 de titel afsnoepen, hun laatste titel ooit. Racing Club de Bruxelles is later een van de zovele fusieclubs geworden die deel uitmaken van het huidige RWDM.
Vanaf het jaar 1910 begon Daring echt competitief te worden. In 1912 kon Daring een eerste keer landskampioen worden. Ze eindigden de competitie met twee punten voorsprong op Union. Vanaf dan was het verschil eigenlijk klein, maar de rivaliteit groot. Onderling duels waren vaak maanden op voorhand uitverkocht. Tot de Tweede Wereldoorlog zouden Daring en Union zestien titels onder elkaar verdelen: vijf voor Daring en elf voor Union.
De ontmoeting op 19 februari 1933 werd afgelast omdat Union-voorzitter Joseph Marien die dag overleed aan een hartaanval. Dat jaar begon het befaamde "Union Soixante" aan een fabuleuze reeks door zestig matchen op rij ongeslagen te blijven, nagenoeg een wereldrecord. Het succesverhaal werd afgebroken door 2-0 verlies in de derby tegen Daring. De rivaliteit tussen de Brusselse volksclubs oversteeg het voetbalveld en bood in de jaren daarna daarna stof voor het populaire toneelstuk Bossemans en Coppenolle. Na de oorlog zakten beide teams volledig weg, mede door de opkomst van de nieuwe Brusselse grootmacht Anderlecht. Geen van beiden won daarna nog een landstitel tot het seizoen 2024-25. 
Vooral Union had veel problemen met de sterrenstatus van het grote Anderlecht. Vanaf de jaren 50 kwam de ploeg een aantal keer in tweede klasse terecht. Met Daring was het erger gesteld. Zij gingen in 1940 al naar tweede klasse. In de jaren 50 en 60 speelde Daring wel weer in eerste klasse, maar echt meedingen naar prijzen lukte niet meer. De laatste derby vond plaats in het seizoen 1968-1969, toen Union met 3-0 van Daring won en de Molenbeekse club degradeerde. Gedreven door geldnood sloeg Daring in 1973 de handen in elkaar met de Brusselse club Racing White, die zelf al een fusie was tussen White Star AC en Racing Club de Bruxelles. Daring zorgde voor het stadion en de supporters, Racing White voor de sportieve kern en de gezonde financiën. Door de fusie verdween het stamnummer 2. Terwijl dit gloednieuwe RWDM onmiddellijk kon aantreden in eerste klasse voor het seizoen 1973/1974, was Union er net voor bijna een halve eeuw uit verdwenen. In haar tweede bestaansjaar pakte RWDM onverwacht de titel, mede dankzij enkele getalenteerde spelers zoals Johan Boskamp, Kresten Bjerre, Jacques Teugels en Willy Wellens. Voor RWDM was het de enige titel onder de nieuwe naam.
Doordat ook RWDM in 1984 degradeerde naar tweede klasse, werd er opnieuw een Zwanzederby gespeeld. De twee onderlinge duels van 1984/1985 werden gewonnen door RWDM met 6-1 en 0-1. Daarna was er 35 jaar lang weer geen sprake van officiële derby's, omdat beide clubs in verschillende afdelingen aantraden. De oude rivaliteit werd in 2016 en 2017 weer leven ingeblazen door het organiseren van vriendschappelijke wedstrijden, die werden gepromoot onder de naam "Zwanzederby". Na twee matchen in 2016 lieten de RWDM-supporters verstek gaan voor de derde editie in 2017, omdat ze het als een gebrek aan respect ervaarden dat Union een B-ploeg in het veld bracht. Daarna volgde een hiaat tot de teams elkaar vier keer officieel troffen in het seizoen 2020/2021 in Eerste klasse B. De eerste confrontatie werd gewonnen door RWDM, maar daarna won Union telkens. Die club wist het eerst promotie af te dwingen naar eerste klasse A, waardoor voorlopig weer een einde kwam aan de Zwanzederby's. Maar twee jaar later wist RWDM te promoveren naar de eerste klasse A waardoor er opnieuw vandaag de dag Zwanzederby's worden gespeeld.

## Benaming
De naam Zwanzederby werd voor het eerst gebruikt om de vriendschappelijke matchen van 2016-2017 te promoten. Hij greep terug naar een Brussels theaterstuk uit 1938, Bossemans en Coppenolle, over de rivaliteit tussen de supportersgroepen van Union en van Daring. Het verhaal gaat over twee Brusselse vrienden wiens zoon en dochter op het punt staan te trouwen. Bossemans en diens zoon Joseph worden lid van de supportersclub van Union. Joseph gaat er zelfs keepen. De familie Coppenolle is hevig supporter van Daring. Zij eisen dan ook dat het huwelijk wordt afgeblazen. Het wordt zelfs zo erg dat mevrouw Coppenolle Joseph opsluit vlak voor de partij tussen Union en Daring zodat hij niet in doel kan gaan staan.

## Documentaire
In 2020 is een vijfdelige docureeks over de Zwanzederby gemaakt door Gilles Simonet, Bart Aerts en Vincent Stevens:
- Zwanze Derby (BRUZZ)

## Voetnoten
1. 1 2  RWDM en Union, oude clubs in nieuwe tijden: de zwanzederby is terug, BRUZZ, 24 september 2020
2. ↑  Enkel Celtic deed ooit beter: zie Europe's longest unbeaten runs in all competitions, uefa.com (bezocht 16 mei 2021)